# Joanna Jung
Joanna Jung (ur. 1967) – polska ilustratorka i autorka literatury dziecięcej.

## Życiorys
Ukończyła studia na Wydziale Malarstwa i Grafiki PWSSP w Gdańsku, w 1993 uzyskując dyplom pracowni prof. Kiejstuta Bereźnickiego. Od kilku lat ilustruje książki dla dzieci oraz pisze dla nich opowiadania, wiersze i limeryki. Zaprojektowała okładki do takich dzieł jak Królewna Śnieżka, Pinokio, Czerwony Kapturek, Królowa Śniegu, Szewczyk Dratewka, Kopciuszek, Konik Garbusek, Śpiąca królewna, Sindbad, Księżniczka na ziarnku grochu, Smok Wawelski oraz Gianni'ego Rodari'ego Marek i Mirek. Współpracuje z czasopismami Świerszczyk i Miś. W latach 1994–2000 współpracowała z wydawnictwami Znak, Novus Orbis, Atext, Gdańskie Wydawnictwo Oświatowe jako autorka okładek do książek.
Wraz z Roksaną Jędrzejewską-Wróbel tworzyła scenariusze do telewizyjnej dobranocki Babcia Róża i Gryzelka.

## Twórczość

### Książki autorskie
- Joanna Jung: Lilia i bestia z szafy. Warszawa: Gdańskie Wydawnictwo Psychologiczne, 2004. ISBN 83-89574-67-5. Brak numerów stron w książce
- Joanna Jung: Miała baba koguta. Warszawa: Muchomor, 2004. ISBN 83-89774-09-7. Brak numerów stron w książce

### Ilustracje
- Roksana Jędrzejewska-Wróbel: Rodzeństwo starsze i młodsze. Wydawnictwa Szkolne i Pedagogiczne, seria: Plastelinek. ISBN 83-02-09645-8. Brak numerów stron w książce
- Roksana Jędrzejewska-Wróbel: Co jest najważniejsze w kłótni?. Wydawnictwa Szkolne i Pedagogiczne, seria: Plastelinek. ISBN 83-02-09644-X. Brak numerów stron w książce
- Joanna Jung: Miała baba koguta. Muchomor, 2004. ISBN 83-89774-09-7. Brak numerów stron w książce
- Julian Tuwim: Rzepka. Brak numerów stron w książce
- Gianni Rodari: Marek i Mirek. Brak numerów stron w książce
- Justyna Kiliańczyk-Zięba: Za rękę z Papieżem. Brak numerów stron w książce
- Roksana Jędrzejewska-Wróbel: Lucjan - lew jakiego nie było. Brak numerów stron w książce
- Roksana Jędrzejewska-Wróbel: Florka - z pamiętnika ryjówki. Brak numerów stron w książce
- Roksana Jędrzejewska-Wróbel: Florka - listy do Józefiny. Brak numerów stron w książce
- Roksana Jędrzejewska-Wróbel: Florka - listy do babci. Brak numerów stron w książce
- Roksana Jędrzejewska-Wróbel: Kosmita. Brak numerów stron w książce
- Roksana Jędrzejewska-Wróbel: Maleńkie królestwo królewny Aurelki. Brak numerów stron w książce
- Roksana Jędrzejewska-Wróbel: Rozmowy ze świnką Halinką. Brak numerów stron w książce
- Maciej Orłoś: Tajemnicze przygody Meli. Brak numerów stron w książce
- Marcin Brykczyński: Jak się nie bać ortografii. Brak numerów stron w książce
- Małgorzata Strzałkowska: Bajki Mamy Wrony. Brak numerów stron w książce
- Małgorzata Strzałkowska: Bajki krasnoludka Bajkodłubka. Warszawa: Wydawnictwo Bajka, 2009. Brak numerów stron w książce
- Agnieszka Frączek: Byk jak byk. Brak numerów stron w książce
- Dorota Gellner: Krawcowe. Brak numerów stron w książce

## Wyróżnienia
- Lila i bestia z szafy - wyróżnienie w konkursie Pro Bolonia 2002 W Warszawie, nominacja polskiej sekcji IBBY do nagrody Książka Roku 2004[1].
- Florka - z pamiętnika ryjówki - nagroda Biblioteki Raczyńskich 2008, BESTSELLERek 2008.
- Maleńkie królestwo królewny Aurelki - Najlepsza Książka Dziecięca Przecinek i kropka 2009.
- Wesoła szkoła sześciolatka. Seria z Plastelinkiem - nominacja do Nagrody Edukacja XXI na 22. Targach Książki Edukacyjnej w Warszawie, 2007[2].